# Ареццо (провинция)
Аре́ццо (итал. Provincia di Arezzo) — провинция в Италии в регионе Тоскана.

## География
Ареццо граничит с регионом Эмилия-Романья (провинции Форли-Чезена и Римини) на севере, с Марке (провинция Пезаро-э-Урбино) и Умбрией (провинция Перуджа) на востоке. На юго-западе соседствует с провинцией Сиена и на северо-западе с городом Флоренция. Также к Ареццо относится анклав в провинции Римини — коммуна Бадия-Тедальда.
Территория провинции составляет 3235 км2 с населением порядка 347 000 человек в 37 коммунах.

### Коммуны
Крупнейшие коммуны провинции по населению:
- Ареццо — 98 788
- Монтеварки — 23 919
- Кортона — 23 031
- Сан-Джованни-Вальдарно — 17 136
- Сансеполькро — 16 276
- Кастильон-Фьорентино — 13360
- Биббьена — 12 727
- Террануова-Браччолини — 12 172
- Бучине — 10 037
- Фояно-делла-Кьяна — 9417
- Каврилья — 9282
- Чивителла-ин-Валь-ди-Кьяна — 9119
- Монте-Сан-Савино — 8687

## История
Современные границы провинции установлены в 1927 году.